# Akira Nishino
Akira Nishino  - em japonês:  西野 朗, transl. Nishino Akira (Saitama, 7 de abril de 1955) é um treinador de futebol e ex-futebolista japonês.

## Carreira
Na época de jogador, Nishino era meio-campista e só atuou no Hitachi (atual Kashiwa Reysol) no período de 1978 a 1990, ano em que encerrou a carreira aos 35 anos. Jogou também 12 partidas pela Seleção Japonesa de Futebol entre 1977 e 1978, marcando um gol.
Como treinador de futebol, estreou na Seleção Japonesa sub-20, onde permaneceu entre 1991 e 1992 e depois a Olímpica, entre 1994 e 1996. Seu primeiro clube foi o Kashiwa Reysol, comandado por ele entre 1998 e 2001. Em 2002 assume o comando técnico do Gamba Osaka, por onde ganhou diversos títulos, como: J-League, Copa do Imperador, Copa da Liga Japonesa, Supercopa Japonesa, além da Liga dos Campeões Asiática e do Pan-Pacífico. Após especulações sobre a permanência de Nishino, que poderia ser demitido ou deixar o clube ao final do contrato, o técnico pensou inclusive a encerrar a carreira ao término do Campeonato Japonês de 2011.
Encerrada sua passagem vitoriosa pelo Gamba, Nishino voltaria a trabalhar ainda em 2012, tendo uma curta passagem pelo Vissel Kobe. Após um período sabático, retomou a carreira de técnico em 2014, comandando o Nagoya Grampus, onde permaneceu por 2 anos, mas não conquistou nenhum título pela equipe. Em 2016, assumiu o cargo de diretor-técnico da JFA, permanecendo até 2018, quando foi nomeado como técnico da Seleção, no lugar do bósnio Vahid Halilhodžić. Sob seu comando, o Japão chegou às oitavas-de-final, sendo eliminados pela Bélgica por 3 a 2, após estar vencendo por 2 a 0, e Nishino deixou o cargo após a Copa.
Em julho de 2019, Nishino foi escolhido como novo técnico das equipes principal e Sub-23 da Tailândia.

## Títulos
Gamba Osaka
- J. League Division 1: 2005
- Copa do Imperador: 2008
- Copa da Liga Japonesa: 1999, 2007
- Supercopa Japonesa: 2007
- Liga dos Campeões da Ásia : 2008
- Campeonato Pan-Pacífico: 2008